# Matamata et Pilipili
Pour plus de détails, voir Fiche technique et Distribution.
Matamata et Pilipili est le titre d'un film réalisé en 1996 sur le travail cinématographique du réalisateur belge Albert Van Haelst. Ce dernier a réalisé, vers 1950, au Congo belge, avec un duo comique formé par deux acteurs congolais, une série de films courts métrages. Ce duo atteindra une notoriété au Congo, qui est encore confirmée aujourd'hui par les Congolais qui les ont vus à l'époque. Les acteurs du duo sont dénommés Matamata (le gros) et Pilipili (le mince). Ces courts métrages sont souvent rapprochés de ceux de Abbott et Costello ou Laurel et Hardy.

## Descriptifs des courts métrages de Van Haelst
Durant une période de 10 ans précédant l'indépendance de la colonie belge, devenue la République démocratique du Congo en 1960, plus de douze films ont été réalisés par Van Haelst, mais la dispersions des archives de sa firme de production Luluafilm, après l'indépendance, ne permet pas de préciser le nombre exact.  
Ces films sont muets, noir et blancs, d'une durée de quelques minutes. Les dialogues sont écrits en français et dans trois langues régionales du Congo, ce qui permet une large diffusion. Ils ont été réalisés entre 1950 et 1960 par le Père de Scheut belge Albert Van Haelst (1903-1976) au nom de son entreprise cinématographique dénommée Luluafilm. Ce père missionnaire catholique œuvre dans la province du Kasaï et en particulier à Luluabourg (ville dénommée depuis Kananga). Il a parcouru la province à partir de l'année 1936 et connaît bien les mentalités congolaises pour avoir organisé, dans les villages et au collège Saint-Louis à Kananga, des séances de cinéma en plein air sur des toiles de fortune.
Il sait que les congolais ne sont pas trop sensibles aux productions européennes de style occidental et missionnaire et que, pour atteindre son public et la mission qu'il poursuit, il doit créer un produit local se composant de saynètes comiques de la vie quotidienne avec des acteurs du pays, qui se terminent par une leçon de morale édifiante et éducative. 
L'action des films se déroule dans les villages du Kasaï, un décor familier au spectateur. Ils reflètent l'intention des colonisateurs belges, leur paternalisme, leur souci éducatif, et aussi certains des aspects inéquitables de la société coloniale. Les titres de quelques réalisations sont évocatrices de ces derniers aspects : Sois Poli Matamata , L'art de décorer notre intérieur, Comment embellir notre foyer, Recettes de cuisine pour femmes d'évolués, Bonne cuisine du pays à portée de tous,... Avant ces réalisations, il existait un cinéma destiné aux missions, triés sur le volet par le Vatican qui n'était pas trop favorable au cinéma sinon à celui de propagande religieuse.
Après l'indépendance du Congo les films de Matamata et Pilipili ont été dispersés et se sont retrouvés à Rome de 1972 à 2004. Depuis lors ils sont conservés par le Kadoc un centre de documentation pour la culture et la religion,. 
Après l'indépendance, en 1968, la Luluafilm s'est vu exiger des droits par l'acteur Matamata pour ses prestations dans cette série. Cela a entraîné un procès fort significatif quant aux conséquences de la décolonisation. 

## Fiche technique du documentaire
- Auteur :Tristan Bourlard, Albert Van Haelst, Georges Kamanayo, Kathkeen de Béthune, Guy Seligmann
- Réalisation : Tristan Bourlard
- Image : Frederic Decaux et Gilles Stassart
- Son : Cosmas Antoniadis
- Montage : Yves Van Herstraete
- Son : Pierre-André Bertrand, Joseph Abjean et Guy Rophé
- Production : Cobra Films et Videocam
- Coproduction : RTBF, C.B.A
- Éditeur : Brooklyn, NY : First Run/Icarus Films (Co 1996 ?)
- Pays d'origine :  Belgique
- Version originale: fr et nl
- Format : Couleur VIDEO VHS
- Genre : Documentaire
- Durée : 58 minutes
- Date de sortie : 1996